# 練馬区立石神井中学校
練馬区立石神井中学校（ねりまくりつ しゃくじいちゅうがっこう）は、東京都練馬区にある公立の中学校である。現地では主に「石中（しゃくちゅう）」の略称で呼ばれる。

## 概要
東京都の公立中学校の中では生徒数が上位5%に入る大規模校であり、これは練馬区内では大泉中学校に次いで、本校と石神井西中学校の3校のみである。卒業生は計17,000人を超える。

## 沿革
学校教育法の施行にともなって練馬区で開設された中学校13校の1つ。
- 1947年（昭和22年）
  - 5月1日 - 東京都板橋区立石神井中学校開校（板橋区立石神井小学校建物内）。
  - 8月1日 - 練馬区独立により「東京都練馬区立石神井中学校」と校名変更。
- 1949年（昭和24年）
  - 11月2日 - 校舎落成移転（現在地）。
  - 11月26日 - 校章制定。
- 1952年（昭和27年）9月28日 - 校歌制定（作詞・草野心平、作曲・伊藤翁介）。
- 1960年（昭和35年）6月22日 - 体育館兼講堂落成。
- 1961年（昭和36年）4月1日 - 練馬区立石神井南中学校開校にともない、学区域を一部変更。
- 1962年（昭和年37）9月12日 - プール落成。
- 1960年代中頃（昭和40年前後頃） - 校庭だった部分に東京海上の体育館・運動場（現東京海上日動石神井スポーツセンター）開設[4]。
- 1965年（昭和40年） - 校庭埋没不発弾撤去。
- 1972年（昭和47年） - 校庭埋没不発弾撤去。文化祭を生徒会が初めて主催。
- 1973年（昭和48年）12月6日 - 自体校給食開始。
- 1974年（昭和49年）3月 - 現校舎完成。
- 1975年（昭和50年）4月1日 - 練馬区立関中学校開校にともない、学区域を一部変更。
- 1978年（昭和53年）4月1日 - 練馬区立三原台中学校開校にともない、学区域を一部変更。
- 1978年（昭和53年） - 生徒の提案により、運動会から体育祭に。
- 2007年（平成19年） - モデルトイレ完成。
- 2010年（平成22年）6月 - 体育祭の競技から『綱引き』が消え、新しく『棒引き』が追加された。

## 部活動
- 野球部
- サッカー部
- 男子軟式テニス部
- 女子軟式テニス部
- 男子バスケットボール部
- 女子バスケットボール部
- 女子バレーボール部
- 女子ソフトボール部
- 陸上競技部
- 卓球部
- 吹奏楽部
- 演劇部
- アート部
- 陸上部
- バドミントン部
- 家庭部
- 剣道部
- 茶道部

## PTA
親父の会と呼ばれる父親達だけで運営されている団体がある。毎年石神井公園で行われる照姫祭などに出店して（フランクフルトの販売など）、学校と地域との繋がりを大切にしている。また、その売り上げは中学校で必要な物を買う時などに使われる。

## 通学区域
北は西武池袋線、南は石神井川に挟まれ、富士街道沿いに東西に延びた学区となっている。
- 石神井町三丁目（1-2、10-17、26-30）
- 石神井町五～七丁目各全域
- 石神井台一～三丁目、六丁目各全域
- 石神井台四丁目（1-2、10-15）
- 石神井台五丁目（1-7、20-26）

## 進学前小学校
区立中学校選択制度があり区内の遠方から通学している生徒も例年多いが、学区指定による小学校は以下の通り。※印は小中一貫教育グループの構成校。
- 石神井小学校(※)
- 上石神井北小学校(※)
- 大泉東小学校
- 光和小学校
- 石神井台小学校

## 学区内の主な施設
- 練馬区役所石神井庁舎
- 東京都立石神井公園
- 石神井公園ふるさと文化館
- 警視庁石神井警察署
- 石神井保健相談所
- 練馬区立石神井図書館
- 石神井郵便局

## 交通
- 西武池袋線 石神井公園駅 徒歩15分
- 西武バス（吉60、荻15ほか） 石神井中学校バス停すぐ

## 著名な関係者

### 卒業生
- 川崎麻世 - タレント[7]

### 元教員
- 尾木直樹